# Acts of Vengeance
 (octobre 2017).
Pour plus de détails, voir Fiche technique et Distribution.
Acts of Vengeance (Actes de Vengeance au Québec) est un film d'action américain, réalisé par Isaac Florentine sorti directement en vidéo en 2017. Le réalisateur a un petit rôle dans le film, jouant le professeur d'arts martiaux. 

## Synopsis
Un avocat, ivre de vengeance, fait vœu de silence et, après avoir appris les arts martiaux, se jure de se venger du meurtre de sa femme et de sa fille.

## Fiche technique
- Titre original et français : Acts of Vengeance
- Réalisation : Isaac Florentine
- Scénario : Matt Venne
- Musique : Frederik Wiedmann
- Photographie : Yaron Scharf
- Montage : Ivan Todorov Ivanov et Paul Harb
- Décors : Arta Tozzi
- Production : Avi Lerner, Les Weldon, Yariv Lerner
- Sociétés de production : Millennium Films et Saban Capital Group
- Société de distribution : Lionsgate
- Pays d'origine :  États-Unis
- Langue d'origine : Anglais
- Genre : action
- Durée : 86 min
- Dates de sortie : 
  - États-Unis : 27 octobre 2017 (sorti directement en VàD)
  - France : 26 février 2018 (sorti directement sur Netflix) ; 14 mars 2018 (sortie VàD) ; 20 janvier 2021 (télévision)

## Distribution
- Antonio Banderas (VF : Bernard Gabay ; VB : Michelangelo Marchese) : Frank Valera
- Karl Urban (VF : Bruno Choël ; VB : Fabian Finkels) : officier Hank Strode
- Paz Vega (VF : Barbara Kelsch ; VB : Séverine Cayron) : Alma, infirmière et amie de Frank
- Clint Dyer (VF : Thierry Walker ; VB : Grégory Praet) : M. Shivers
- Cristina Serafini (VF : Audrey Sourdive) : Susan Valera, la femme de Frank
- Lillian Blankenship (VB : Bérénice Loveniers) : Olivia Valera, la fille de Frank
- Robert Forster (VF : Achille Orsoni ; VB : Patrick Waleffe) : Chuck
- Johnathon Schaech (VF : Damien Boisseau ; VB : Alexandre Crepet) : Lustiger
- Velislav Pavlov : le colonel
- Raicho Vasilev : Timofei
- Isaac Florentine : professeur d'arts martiaux

- Version française
  -  Direction artistique : Franck Louis[2]

 Source et légende : version française (VF) sur RS Doublage et selon le carton du doublage français sur le DVD zone 2 et lors de la diffusion télévisuelle.
- Version belge
  -  Adaptation des dialogues : Jean-Christophe Léger[2]

Source et légende : version belge (VB) selon le carton du doublage belge sur Netflix.